# 청명문화재단
청명문화재단은 전통문화 계승을 통한 민족문화발전 새로운 민족문화의 상을 모색하기 위하여 1998년 3월 10일 설립된 문화체육관광부 소관의 재단법인이다. 사무실은 서울특별시 종로구 삼일대로30길 21, 511호 (낙원동, 종로오피스텔)에 있다.

## 주요 사업
- 전통문화의 학술연구사업
- 전통고전문화 번역사업
- 전통문화 보급을 위한 교육사업